# Longton (Lancashire)
Longton is een civil parish in het bestuurlijke gebied South Ribble, in het Engelse graafschap Lancashire.